# Ecovisión
Ecovisión es un canal de televisión abierta regional venezolano con sede en Valencia, Carabobo. Es la estación de televisión más antigua de la región central de ese país. Fue declarada Patrimonio Cultural del Estado por su antigüedad en la región, nombrado por el Consejo Legislativo Carabobeño el 3 de octubre de 2008.

## Historia
El canal fue lanzado el 31 de mayo de 1992 como NCTV Carabobo debido a la iniciativa del canal Niños Cantores Televisión (actualmente Canal 11 (Zulia)) de regionalizar los canales de televisión afiliadas a la emisora, administrada por la Arquidiócesis de Maracaibo. Al no obtener buena cuota de pantalla, realiza una alianza con G1 Producciones en 1997 para que esta última entidad se encargue de la administración del canal. Desde esa fecha, el canal ha ido aumentando en índices de audiencia.

## Programación
- El primer café
- Semillas y senderos
- Calidad de vida
- Nuestra tierra y su gente
- En ambiente
- NC V.I.P.
- Conoce Venezuela
- Salud a la carta
- Top 10
- La chica de la salsa
- Norte y sur con Díaz Blum
- Con la gente
- ¿Hasta cuándo?
- Caminando con Carlos
- Sembradores de vida